# Nassarina thetys
Nassarina thetys is een slakkensoort uit de familie van de Columbellidae. De wetenschappelijke naam van de soort is voor het eerst geldig gepubliceerd in 1998 door Costa & Absalão.